# 蓋弗羅雷訥萬德峰

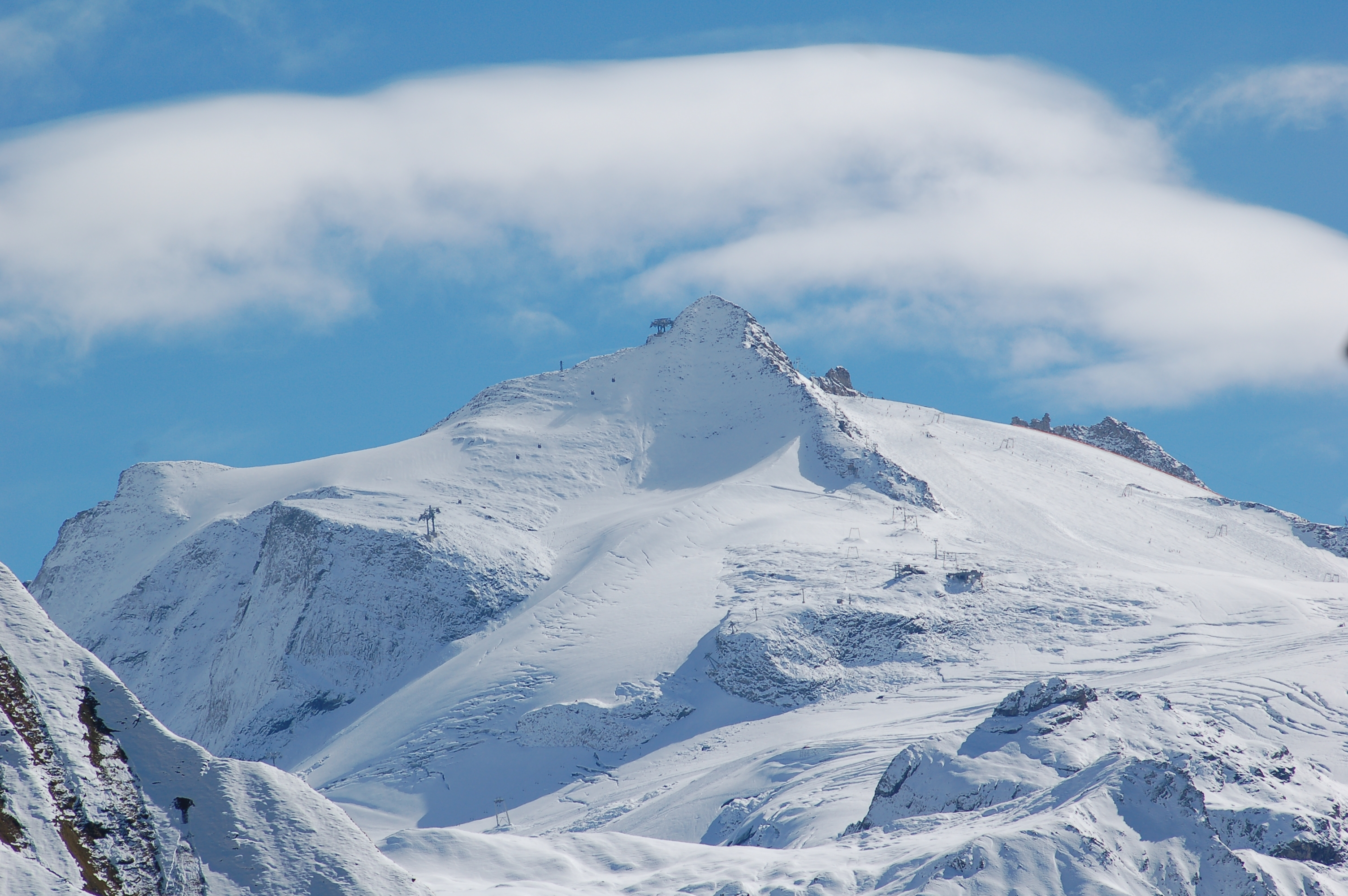

47°3′53.7″N 11°40′44″E / 47.064917°N 11.67889°E
蓋弗羅雷訥萬德峰（德語：Gefrorene-Wand-Spitzen），是奧地利的山峰，位於該國西部，由蒂羅爾州負責管轄，屬於齊勒塔爾阿爾卑斯山脈的一部分，距離奧爾珀雷爾山1.9公里，海拔高度3,288米。